# Gena Lee Nolin
Gena Lee Nolin (ur. 29 listopada 1971 roku w Duluth, w stanie Minnesota) – amerykańska aktorka telewizyjna i modelka.

## Życiorys
Kiedy uczęszczała do szkoły średniej, jej rodzice rozwiedli się i wraz z matką przeniosła się do Las Vegas, w stanie Nevada. Otrzymała tam tytuł Miss Las Vegas, a potem Miss Hawaiian Tropic 1993. Potem pracowała jako fotomodelka agencji Elite i Ford. Uczyła się projektowania wnętrz na uczelni w Santa Monica. Pojawiła się w programie Cena jest odpowiednia (The Price is Right, 1994). W 1995 roku znalazła się w obsadzie serialu Słoneczny patrol (1995–1998) i dwóch filmach fabularnych (1998, TV-2003) i jako ratowniczka Nelly Capshaw zyskała sporą popularność.
Na fali sukcesu zdobyła tytułową rolę w serialu Sheena (2000–2002) o przygodach dziewczyny z buszu, która posiadając moc przeistaczania się w dzikie zwierzęta, broni swego tropikalnego raju oraz jego mieszkańców przed zagrożeniami współczesnej cywilizacji. W pierwotnej kinowej wersji z 1984 roku w reżyserii Johna Guillermina, postać Sheeny odtwarzała Tanya Roberts.

### Życie prywatne
Ze swoim pierwszym mężem Davidem Alanem Feilerem wytrzymała w związku zaledwie przez cały miesiąc i jeden dzień 1991 roku. Drugie małżeństwo z biznesmenem Gregiem Fahlmanem, z którym ma syna Spencera Michaela Gregory'ego (ur. 1998), trwało od 27 listopada 1993 do 2004 roku. Twierdzi, że do rozwodów dochodziło z powodu różnic charakteru. 3 września 2004 roku w Royal Palms Resort and Spa w Phoenix, w stanie Arizona, po raz trzeci wyszła za mąż za hokeistę Calgary Flames – Cale'a Hulse'a. Mają syna Hudsona Lee (ur. 15 kwietnia 2006).

## Filmografia
- 2006:Poza legendą: Johnny Kakota (Beyond Legend: Johnny Kakota) jako Sandy
- 2003:Słoneczny patrol – Ślub na Hawajach (Baywatch: Hawaiian Wedding, TV) jako Neely Capshaw
- 2000–2002:Sheena (serial TV) jako Sheena
- 2000:Electric Playground (serial TV)
- 2000:The Flunky jako Sondra
- 1999:The Underground Comedy Movie jako Marylin
- 1998:Sin City Spectacular (serial TV)
- 1998:Słoneczny patrol: Biały piorun na Glecier Bay (Baywatch: White Thunder at Glacier Bay) jako Nelly Capshaw
- 1995–1998:Słoneczny patrol (Baywatch, serial TV) jako Neely Capshaw
- 1994:Airheads